# Glenea proserpina
Glenea proserpina là một loài bọ cánh cứng trong họ Cerambycidae.